# Hydrogène muonique
Ne doit pas être confondu avec Muonium.
L'hydrogène muonique est un atome exotique formé d'un muon μ− lié à un hydron (proton, deutéron, triton).

## Problème de la taille du proton
Les rayons de charge mesurés du proton du protium muonique et du deutéron du deutérium muonique sont significativement différents des valeurs précédemment mesurées pour le protium (électronique) et le deutérium (électronique).